# Lemniskales System

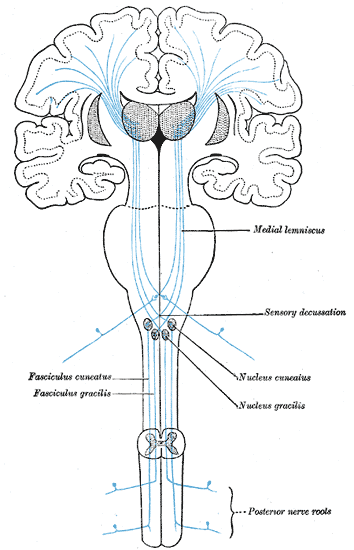
Der Lemniscus medialis entsteht durch die Konvergenz von Fasciculus gracilis und Fasciculus cuneatus, nachdem sie auf das zweite Neuron verschaltet wurden und auf die kontralaterale Seite gekreuzt sind.

Als lemniskales System oder Schleifenbahnsystem (lateinisch lemniscus ,Schleife’)  von allgemeinen somatischen Afferenzen (ASA) werden aufeinanderfolgend die aufsteigenden langen Leitungsbahnen (1.) des Hinterstrangs und (2.) des Lemniscus medialis (mittlere Schleife) sowie (3.) deren Projektionen zur Großhirnrinde zusammengefasst.
Dieses funktionelle System ist für die sensible Wahrnehmung bei Säugetieren von besonderer Bedeutung. Es leitet Informationen von verschiedenen Mechanorezeptoren der Leibeswand nach Art und Ort unterschieden in solcher Weise, dass Reize nach Sinnesqualitäten differenziert mit hoher räumlicher Auflösung haptisch fein wahrgenommen werden können:
- Oberflächensensibilität: Feinwahrnehmung oder epikritische Sensibilität mit hoher Tastschärfe

für Berührung, Druck, Vibration (v. a. Mechanorezeptoren der Haut; nicht aber Nozizeptoren und Thermorezeptoren)
- Tiefensensibilität: feine Wahrnehmung von Haltung, Spannung und Bewegung des eigenen Körpers

mit Kraftsinn, Stellungssinn, Bewegungssinn (v. a. Propriozeptoren in den Muskelspindeln, Golgi-Sehnenorganen und Gelenkkapseln)
Daneben gibt es andere funktionelle Systeme, sowohl allgemein somatosensible mit ähnlicher Leistung von Leitungsbahnen primärafferenter Neuronen im Kopfbereich mit dem Lemniscus trigeminalis, als auch spezielle somatosensorische (SSA), beispielsweise für den Gehörsinn (auditorisches System) mit dem Lemniscus lateralis, oder für den Gleichgewichtssinn (vestibulares System).
Die Leitungsbahnen für die (protopathische) Wahrnehmung von Schmerz und Temperatur – und auch für die Grobwahrnehmung von Druck, Berührung oder Kitzel – stellen funktionell allgemein somatosensorische Systeme mit anderer Leistung dar (siehe anterolaterales System).

## Anatomie

Querschnitt durch das Halsmark – im Hinterstrang (blau, oben im Bild, 3) die Fasciculi gracilis (3a) und cuneatus (3b)

Die Nervenzellkörper (Perikaryen) der primärafferenten (1.) Neuronen liegen in den Spinalganglien. Ihre aufsteigenden Axone verlaufen jederseits im Hinterstrang (Funiculus posterior, bei Tieren: Funiculus dorsalis) des Rückenmarks. Ab Mitte der Brustwirbelsäule wird jeder Hinterstrang durch ein Gliaseptum unterteilt in:
- Fasciculus gracilis (GOLL-Bündel, nach Friedrich Goll), das zur Mitte hin (medial) liegt und Nervenfasern aus den unteren Segmenten enthält, die untere (bei Tieren: hintere) Rumpfabschnitte und (Hinter-)Bein versorgen.
- Fasciculus cuneatus (BURDACH-Bündel, nach Friedrich Burdach), das dem GOLL-Bündel seitlich (lateral) anliegt und Nervenfasern aus den oberen Segmenten enthält, die obere (vordere) Rumpfabschnitte und Arm (Vordergliedmaße) versorgen.

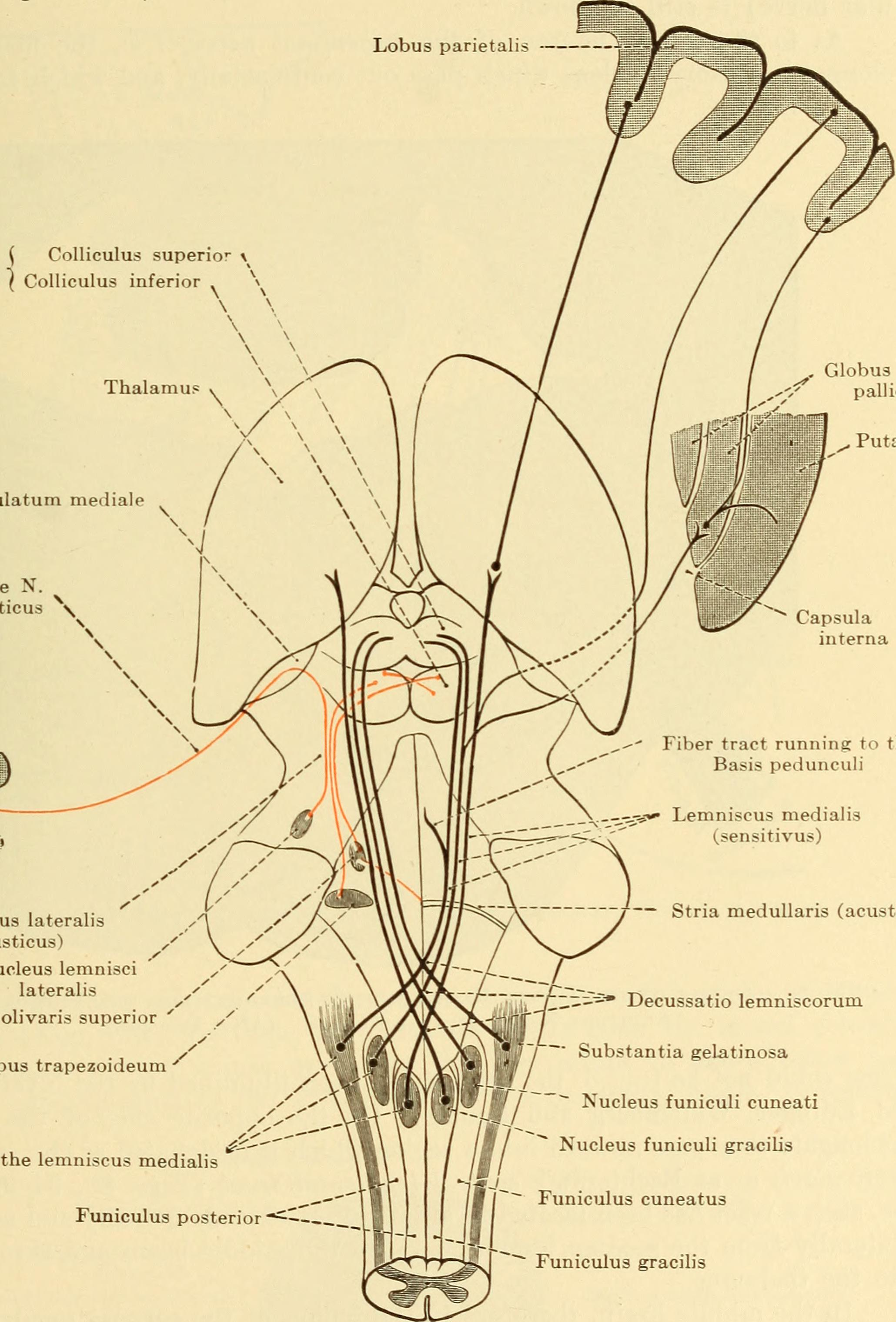
Dem lemniskalen System liegen Neuronenketten aus drei afferenten Neuronen zugrunde – die 2. liegen im Markhirn, die 3. im Zwischenhirn und projizieren in den Scheitellappen (Lobus parietalis) des Endhirns

Die beiden Bahnsysteme primärer sensibler Neuronen der Hinterstränge enden auf jeder Seite jeweils in gesonderten Kerngebieten, dem Nucleus gracilis und dem Nucleus cuneatus, beide in der Medulla oblongata kaudal der Rautengrube (Fossa rhomboidea) gelegen. In diesen Hinterstrangkernen erfolgt die Umschaltung auf sekundäre sensible Neuronen.
Die Weitergabe der Impulse ist seitens eines vorgeschalteten primär-afferenten Neurons divergent, und konvergent bezüglich eines nachgeschalteten sekundär-afferenten Neurons. Hierbei erhält ein jedes sekundäre zumeist nur primäre Afferenzen der gleichen Sinnesmodalität bzw. -qualität; so konvergieren allein von Rezeptorzellen ähnlicher Art ausgelöste Impulse auf das Neuron. Die rezeptiven Felder benachbarter Neuronen entsprechen dabei ungefähr den räumlichen Nachbarschaften nach Lage in Körperregionen (Somatotopie).
Von diesen zweiten (2.) Neuronen gehen Axone aus, die noch in der Medulla oblongata im Bereich des Obex als Fibrae arcuatae internae („innere gebogene Fasern“) auf die andere Seite kreuzen (Decussatio lemniscorum medialium) und als Lemniscus medialis (mediale Schleife) auf der Gegenseite zum Thalamus ziehen, genauer zu spezifischen Thalamuskernen im lateralen Nucleus ventralis posterior.
Im Thalamus, vornehmlich im gegenseitigen Nucleus ventralis posterolateralis (VPL), erfolgt die Umschaltung auf das dritte (3.) Neuron der lemniskalen Bahn. Diese tertiären sensiblen Neuronen projizieren über die Corona radiata zur Großhirnrinde und erreichen zunächst kortikale Neuronen in Arealen, die als primärer somatosensorischer Cortex (S I) bezeichnet werden und im vorderen Parietallappen (Scheitellappen) liegen (auf dem Gyrus postcentralis).
Auch hierbei handelt es sich um  somatotopische Projektionen, die weitergeleiteten Informationen werden also mit Bezug auf räumliche Nachbarschaftsverhältnisse der Körperoberfläche verarbeitet, wobei Regionen aber nach Rezeptordichte verschieden groß repräsentiert werden (Homunculus). Wegen der im Markhirn gekreuzten Fasern der 2. afferenten Neuronen erhält nun eine Hälfte der Großhirnrinde jeweils die aufgearbeitete Information von sensiblen Einheiten aus der gegenüberliegenden Körperseite (siehe auch: Kontralateralität des Vorderhirns).

## Klinische Aspekte
Einseitige Schädigung des Rückenmarks, auch als Brown-Séquard-Syndrom bezeichnet, führt zu Ausfällen der Sensibilität in der kontralateralen Körperhälfte, da die Hinterstrangbahnen in der Decussatio lemniscorum im Hirnstamm kreuzen, wo sie als Lemniscus medialis in den Thalamus (VPL) geleitet werden.
Hierbei treten Störungen
- der Feinwahrnehmung (epikritische Sensibilität),
- des Vibrationssinns (Pallästhesie),
- der Zweipunktdiskrimination (die Fähigkeit, räumlich eng benachbarte Reize als getrennt wahrzunehmen),
- der Stereognosie (Fähigkeit zum Erkennen von Form, Textur und Konsistenz eines Gegenstands durch Betasten) und
- des Lage- und Bewegungssinns (propriozeptive Wahrnehmung, Kinästhesie) auf.

Durch den gestörten Lage- und Bewegungssinn kommt es auch zu Störungen in den Bewegungsabläufen (spinale Ataxie). Diese können bei intaktem Kleinhirn durch die visuelle Wahrnehmung zum Teil kompensiert werden.